# Patrick Eddie
Patrick O'Neil Eddie (Milwaukee, 27 dicembre 1967) è un ex cestista statunitense, professionista nella NBA e in Russia.

## Palmarès
- Campionato russo: 1

CSKA Mosca: 1994-95